# Charles M. Harris

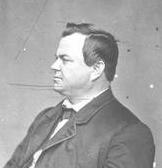
Charles M. Harris

Charles Murray Harris (* 10. April 1821 in Munfordville, Hart County, Kentucky; † 20. September 1896 in Chicago, Illinois) war ein US-amerikanischer Politiker. Zwischen 1863 und 1865 vertrat er den Bundesstaat Illinois im US-Repräsentantenhaus.

## Werdegang
Charles Harris besuchte die öffentlichen Schulen seiner Heimat. Nach einem anschließenden Jurastudium und seiner Zulassung als Rechtsanwalt begann er in Oquawka (Illinois) in diesem Beruf zu arbeiten. Politisch wurde er Mitglied der Demokratischen Partei. Bei den Kongresswahlen des Jahres 1862 wurde er im vierten Wahlbezirk von Illinois in das US-Repräsentantenhaus in Washington, D.C. gewählt, wo er am 4. März 1863 die Nachfolge von William Kellogg antrat. Da er im Jahr 1864 nicht bestätigt wurde,  konnte er bis zum 3. März 1865 nur eine Legislaturperiode im Kongress absolvieren. Diese war von den Ereignissen des Bürgerkrieges geprägt.
Nach dem Ende seiner Zeit im US-Repräsentantenhaus praktizierte Charles Harris wieder als Anwalt. Er starb am 20. September 1896 in Chicago und wurde in Oquawka beigesetzt.